# Ernst Forsthoff
Ernst Forsthoff (13 de Setembro de 1902, Laar, hoje Duisburg - 13 de Agosto de 1974, Heidelberg) foi um advogado constitucional alemão.

## Biografia
Filho do teólogo Heinrich Forsthoff, Ernst estudou no Ginásio Estadual de Mülheim an der Ruhr, onde formou-se em 1921, e posteriormente nas Universidades de Friburgo, Marburg e Bonn, onde formou-se em direito e ciência política. Em 1925, obteve seu doutorado sob a supervisão de Carl Schmitt. Após sua habilitação na Universidade de Freiburg, foi nomeado à Universidade de Frankfurt am Main, em 1933, como sucessor de Hermann Heller, que havia emigrado como resultado da ascensão do nacional-socialismo ao poder . Em 1935, transferiu-se para a Universidade de Hamburgo. No ano seguinte, em 1936, foi chamado para a Universidade Albertus Königsberg . Após o fim do bloqueio do ingresso de novos membros, filiou-se ao NSDAP em 1937. Em 1942, foi nomeado para a Universidade de Viena.  Após proferir um discurso considerado polêmico, foi impedido de continuar exercendo sua profissão pela Gestapo. Foi enviado ao serviço militar entre 1942 e 1943, e imediatamente depois foi nomeado a um cargo na Universidade de Heidelberg, apesar de seu impedimento prévio.
A obra mais conhecida de Forsthoff, "O Estado Total", é do tempo do socialismo nacional; publicada em 1933.  Em seu estudo de 1938, "A administração como Prestadora de Serviços", ele desenvolveu o termo "Serviço Público" usado até hoje.
Além de Carl Schmitt, Ernst Rudolf Huber, Karl Larenz , Theodor Maunz, e Herbert Kruger, Forsthoff foi um dos advogados que, através do seu trabalho, esforçou-se para obter legitimidade constitucional para o nacional-socialismo.  O próprio Forsthoff disse que ele, como muitos, sucumbiu à "magia de Hitler ". No entanto, de acordo com o historiador do direito Bernd Rüthers, Forsthoff posteriormente trabalhou voluntariamente e aproximou-se do Nacional Socialismo por conta de suas experiências com o regime.
Após o final da Guerra em 1945, Forsthoff foi demitido por ordem do Governo Militar Provisório dos EUA.  De 1946 a 1948, trabalhou como assessor pessoal do primeiro-ministro de Schleswig-Holstein, Theodor Steltzer, em Kiel.  Depois de lecionar em Frankfurt em 1950, conseguiu permissão para retornar em 1952 à uma cadeira na Universidade de Heidelberg, onde lecionou até sua aposentadoria em 1967.
Após a Segunda Guerra Mundial, Forsthoff também apareceu como comentarista da Constituição da República Federal da Alemanha. Ele desempenhou um papel especial no debate sobre os conceitos de estado-providência (welfare state) e o estado de direito e suas interações no direito constitucional.  Neste contexto, surgiu entre ele e Wolfgang Abendroth, que representava uma noção socialista de welfare state, a controvérsia Forsthoff-Abendroth. Entre 1957 e 1971, Forsthoff organizou seminários anuais durante as férias em Ebrach (Steigerwald), que, devido ao seu círculo de participantes, tinha uma reputação lendária.
Entre 1960 e 1963, Forsthoff foi presidente do Tribunal Constitucional do Chipre, uma circunstância que lhe rendeu alguma críticas afiadas, no Chipre e na Alemanha.
Entre os alunos mais destacados de Forsthoff estão Karl Doehring , George-Christoph von Unruh, Roman Schnur, Wilhelm Grewe, Hans Hugo Klein, Michael Ronellenfitsch, Willi Blümel e Karl Zeidler.

## "O Estado Total"

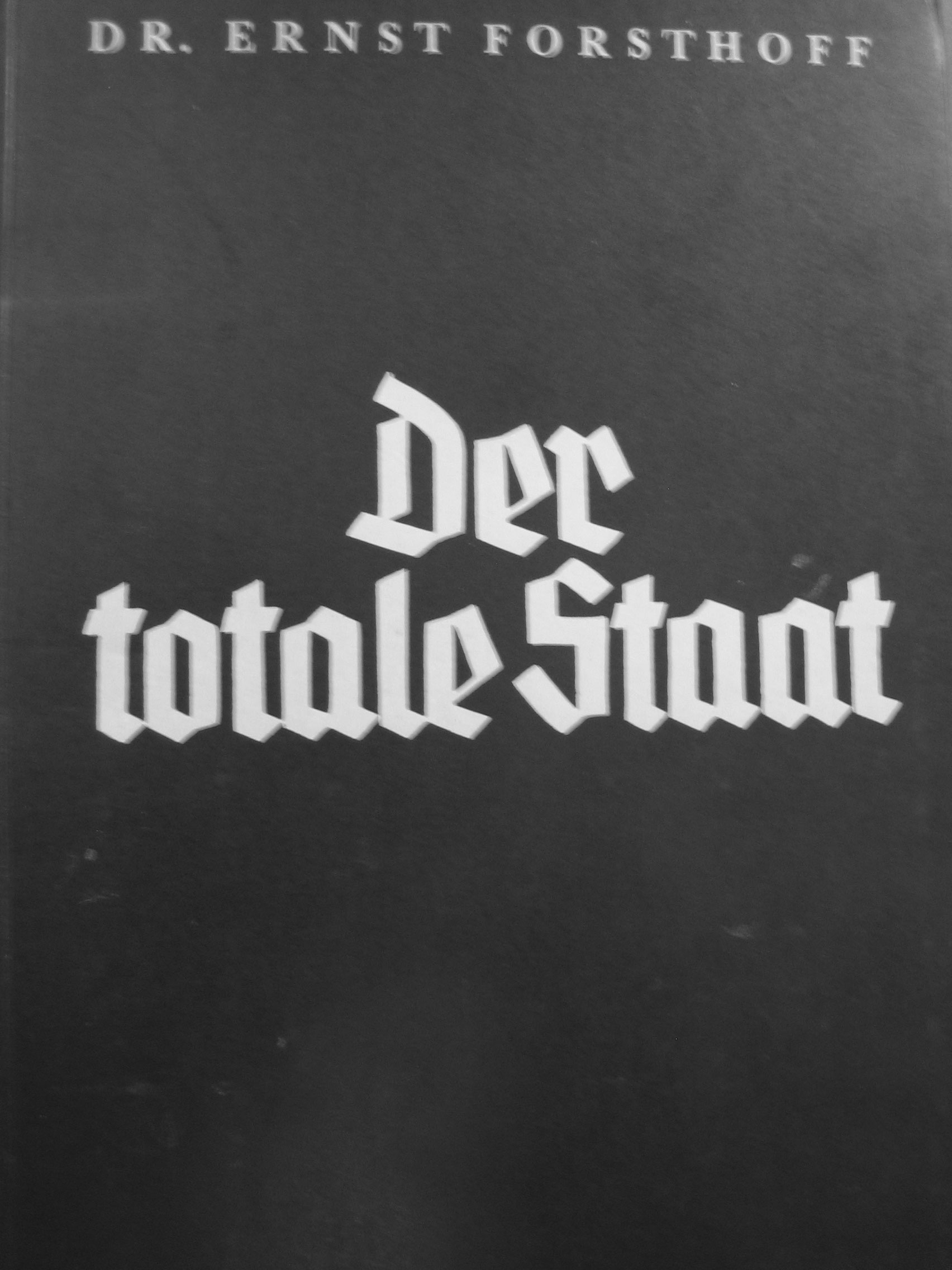
Página de título por: Ernst Forsthoff, Der Totale Staat, Hanseatische Verlagsanstalt: Hamburgo, 1934.

Seu mais conhecido livro, publicado em 1933, estabeleceu seu objetivo:
"Aqui será explorado, a partir do contexto histórico dos séculos XIX e XX, as experiências e objetivos do nacional socialismo."
Para o liberalismo, o "estado total" é a antítese do "estado mínimo", mas segundo Forsthoff, é: "O estado com uma riqueza abrangente de conteúdo, e não com o 'conteúdo de seu conteúdo', através da autonomização. Por exemplo, com salvaguardas jurídicas para as presumidas leis naturais, minimizadas do estado liberal."
"O estado total é, portanto, uma palavra liberal para uma causa totalmente não liberal, para que haja uma espécie de comunidade estatal que, por sua própria natureza, nunca negará os mais de cem anos da história alemã, mesmo sua parte mais liberal.
O estado constitucional puro, isto é, o estado "exaustivamente esgotado em uma ordem jurídica e oficial", é "o protótipo de uma comunidade sem honra e dignidade".  A revolução nacional-socialista, como escreveu Forsthoff em 1933, varreu o "estado constitucional liberal".  Depois que a política externa foi dominada pelos militantes e a sentimento favorável à expansão no exterior aumentou no século 19, iniciou-se um século de política interna que substituiu a ordem constitucional formal por "distinções factuais genuínas", baseadas em termos como "amigo e inimigo" e "Alemão e não-Alemão".
Segundo Forsthoff, a Constituição de Weimar formou um estado "sem substância"; tal substância, da qual o estado retira sua força, poderia ser uma monarquia pela graça de Deus ou, agora, do povo, do líder de seu mito.  A República de Weimar entregou o Estado ao pluralismo de interesses. A política, no entanto, pressupõe poder e autoridade, uma hierarquia de relações de super ordenação e subordinação, com as quais o princípio do líder é defendido.  Ele definiu o "poder do líder" no mesmo livro, como: "... abrangente e total; une em si todos os meios de organização política; estende-se a todos os campos da vida nacional ; captura todas as pessoas leais e obedientes ao líder. "Sobre a discriminação e perseguição dos judeus, ele escreve:" Portanto, o judeu se tornou um inimigo ... e como tal teve que ser neutralizado ".
O termo "estado total" foi posteriormente adaptada pela teoria política ao termo totalitarismo.

## Prêmios
- 1969: Doutorado honorário da Universidade de Viena
- 1972: Prêmio Konrad Adenauer da Fundação Alemã da Ciência

## Publicações Selecionadas
- O estado total , 1.  Ed.  Hamburgo 1933, 2.  Em 1934
- História alemã desde 1918 em documentos , 1.  Ed.  Leipzig 1935, 2.  1938, 3.  1943
- A administração como prestador de serviços , Stuttgart 1938.
- História constitucional alemã dos tempos modernos , 1.  Ed.  Berlim 1940, 4.  Edição 1972.
- Livro de texto do direito administrativo.  Vol. 1: parte geral , 1.  Ed.  Munique / Berlim, 1950, 10.  Edição 1973.
- Problemas Constitucionais do Estado de Bem-Estar , 1954, 2.  Ed.  Münster 1961.
- Estado de direito em transição. Tratados Constitucionais 1950-1964  Munique 1964.
- (Ed.  ): Estado de direito e estado de bem - estar , Darmstadt 1968.
- O estado da sociedade industrial , Munique, 1971.
- Estado de direito em transição. Tratados Constitucionais 1954-1973.  Editado por Klaus Frey, Munique, 1976.

## Leitura Complementar
- Moritz Assall: Deutsche Lebensläufe. Wie NS-Rechtswissenschaftler nach 1945 weiter lehrten und schrieben. In: Forum Recht (FoR), Jg. 2007, S. 44 f.
- Willi Blümel (Hrsg.): Ernst Forsthoff. Kolloquium aus Anlaß des 100. Geburtstags von Prof. Dr. Dr. h.c. Ernst Forsthoff, Berlin 2003 (= Wissenschaftliche Abhandlungen und Reden zur Philosophie, Politik und Geistesgeschichte, Bd. 30).
- Karl Doehring (Hrsg.): Festgabe für Ernst Forsthoff zum 65. Geburtstag. (mit Bibliografie) C. H. Beck Verlag, München 1967.
- Ewald Grothe: Zwischen Geschichte und Recht. Deutsche Verfassungsgeschichtsschreibung 1900–1970, Oldenbourg, München 2005 (= Ordnungssysteme, Bd. 16), ISBN 3-486-57784-0.
- Frieder Günther: Denken vom Staat her. Die bundesdeutsche Staatsrechtslehre zwischen Dezision und Integration 1949–1970, Oldenbourg, München 2003 (= Ordnungssysteme, Bd. 15), ISBN 3-486-56818-3.
- Dirk van Laak: Gespräche in der Sicherheit des Schweigens: Carl Schmitt in der politischen Geistesgeschichte der frühen Bundesrepublik, Akademie-Verlag, Berlin 1993, ISBN 3-05-002444-5.
- Gerhard Mauz: Ernst Forsthoff und andere… In: Karl Corino (Hrsg.): Intellektuelle im Bann des Nationalsozialismus. Hamburg 1980, ISBN 3-455-01020-2, S. 193–203.
- Florian Meinel: Der Jurist in der industriellen Gesellschaft. Ernst Forsthoff und seine Zeit. Akademie-Verlag, Berlin 2011, 2. Aufl. 2012, ISBN 978-3-05-005101-7. (Rezension auf H-Soz-u-Kult)
- Ders.: Der lästige Jurist. Über den Staatsrechtler und Analytiker der Industriegesellschaft Ernst Forsthoff. In: Auf dem Online-Portal der Neuen Zürcher Zeitung, 17. August 2011. Abgerufen am 23. August 2017.
- Martin Otto (Hrsg.): „Duodezparlamentarismus“ im „barbarischen Kieler Winter.“ Ernst Forsthoffs erstes Kieler Jahr im Spiegel seiner Briefe an Walter Mallmann 1947. In: Jahrbuch Politisches Denken Bd. 25, 2015, Berlin 2016, ISSN 0942-2307, S. 15–47.
- Angela Reinthal, Reinhard Mußgnug, Dorothee Mußgnug (Hrsg.): Briefwechsel Ernst Forsthoff – Carl Schmitt (1926–1974). Hrsg. unter Mitarbeit von Gerd Giesler und Jürgen Tröger, Akademie Verlag, Berlin 2007, ISBN 978-3-05-003535-2.[8] (eingeschränkte Vorschau bei Google Bücher)
- Bernd Rüthers: Überlebende und überlebte Vergangenheiten. Zwei Starjuristen einer Diktatur unter sich. In: Myops, Berichte aus der Welt des Rechts, Jahrgang 2008, Heft 4, S. 67–75.
- Richard Saage: Konservatismus und Faschismus. Anmerkungen zu Ernst Forsthoffs Entwicklung vom „Totalen Staat“ zum „Staat der Industriegesellschaft“. In: Politische Vierteljahrsschrift 19 (1978), S. 254–268.
- Roman Schnur (Hrsg.): Festschrift für Ernst Forsthoff zum 70. Geburtstag. C. H. Beck Verlag, München 1972, 2. Aufl., 1974. ISBN 3-406-05661-X.
- Christian Schütte: Progressive Verwaltungsrechtswissenschaft auf konservativer Grundlage. Zur Verwaltungsrechtslehre Ernst Forsthoffs. Duncker & Humblot, Berlin 2006, ISBN 978-3-428-11913-4.
- Ulrich Storost: Staat und Verfassung bei Ernst Forsthoff. Peter Lang, Frankfurt am Main 1978, ISBN 3-8204-6477-8.

## Outras fontes
- Arquivo Municipal Mülheim an der Ruhr, inventário 1550 (personalidades de Mülheim).